# Propaganda Games
Propaganda Games – nieistniejący obecnie kanadyjski producent gier komputerowych z siedzibą w Vancouver, powstały z inicjatywy Buena Vista Games (obecnie Disney Interactive Studios) przez Josha Holmesa, Howarda Donaldsona, Jorge Freitasa oraz Daryla Anselmo w 2005 r. W 2011 r. został zamknięty.

## Historia
Buena Vista Games sformowało studio z byłych pracowników EA Canada w kwietniu 2005 r. Miesiąc później, przejęli prawa do marki Turok, tworząc na jej bazie grę wydaną na konsolę w 2008 r. Sequel był w trakcie produkcji, lecz został on anulowany w związku ze zwolnieniami (wg różnych źródeł – od 30 do 70 osób) oraz kiepskim przyjęciem „jedynki” na rynku.
Gdy prace nad Tron: Ewolucja dobiegły końca, a projekt Pirates of the Caribbean: Armada of the Damned (miał być prequelem filmowej trylogii) został skasowany (tym samym posady straciło ok. 100 osób) Disney zamknęło studio w styczniu 2011 r.

## Wyprodukowane gry
| Rok wydania | Tytuł                                         | Gatunek                      | Platforma                                  |
| ----------- | --------------------------------------------- | ---------------------------- | ------------------------------------------ |
| 2008        | Turok                                         | First-person shooter         | Microsoft Windows, PlayStation 3, Xbox 360 |
| 2010        | Tron: Evolution                               | Przygodowa gra akcji         | Microsoft Windows, PlayStation 3, Xbox 360 |
| Anulowano   | Pirates of the Caribbean: Armada of the Damnd | gra akcji RPG gra przygodowa | Microsoft Windows, PlayStation 3, Xbox 360 |
| Anulowano   | Turok 2                                       | First-person shooter         |                                            |